# Partit Socialista (Irlanda)
Partit Socialista (anglès Socialist Party, irlandès Pairtí Soisialach) és un partit polític irlandès fundat la tardor de 1996, d'ideologia marxista. És membre del Comitè per a la Internacional de Treballadors, d'ideologia trotskista. Partidari de la planificació socialista dels sectors clau de l'activitat econòmica, i transferir el poder dels bancs i especuladors a la classe obrera.
Anteriorment havia estat un corrent dins del Partit Laborista, Laborisme Militant o Tendència Militant, formada per trotskistes infiltrats que foren expulsats del laborisme en la dècada del 1990. El partit té organització a les dues irlandes i edita el diari The Socialist (abans Socialist Voice) i la revista teòrica Socialist View o Socialist 2000, endemés de diverses publicacions irregulars com Fingal Socialist.

## Història
El 1996 s'escindiren Joe Higgins i 4 diputats laboristes més, amb cert suport Dublín i Cork, així com entre el món sindical. A les eleccions al Dáil Éireann de 1997 obtenen un diputat, Joe Higgins, qui es destacà en la Campanya contra els Impostos de l'Aigua, escó que va renovar a les eleccions al Dáil Éireann de 2002, i també Clare Daly. A les eleccions locals de 2004 obtenen dos consellers a Dublín i un a Cork; a les eleccions europees de 2004 Higgins obté 23.500 vots (5,5%), però no obté escó, i a les eleccions al Dáil Éireann de 2007 el perd.
És força actiu dins el moviment sindical, els seus caps ocupen càrrecs importants al CPSU i a NIPSA, i a la branca nordirlandesa del FBU, on els engrescaren a abandonar al Partit Laborista. Ha dirigit campanyes contra les guerres a l'Afganistan i Irak, a favor de Palestina, per l'antifeixisme i contra el sectarisme, en les que la branca juvenil Socialist Youth ha obtingut un paper força actiu. Però darrerament ha destacat en la lluita contra les taxes per l'aigua: la tardor de 2003 Joe Higgins i Clare Daly foren enviats a la presó de Mountjoy durant la campanya, així com altres membres del partit. 
El 2005 Higgins i Mick Murphy denunciaren l'explotació d'immigrants turcs de la multinacional turca GAMA en contractes per a projectes estatals irlandesos (2,2 €/hora quan l'hora mínima irlandesa era de 8,65 €) i organitzaren la major vaga per a treballadors immigrants d'Irlanda.